# Colias erschoffii
Colias erschoffii is een vlindersoort uit de familie van de Pieridae (witjes), onderfamilie Coliadinae.
Colias erschoffii werd in 1881 beschreven door Alphéraky.